# Guardarti dentro
Guardarti Dentro è un singolo di Alexia pubblicato nel 2008.

## Descrizione
È il secondo singolo promozionale estratto dall'album Alè del 2008, che segna il ritorno dell'artista spezzina dopo ben tre anni di assenza dal panorama musicale.
Il brano esce in anteprima su Music Box e Radio Italia il 19 settembre, mentre viene presentato ufficialmente il 26 ottobre a Domenica In e successivamente trasmesso nei principali network radiofonici.
Attraverso questo singolo la cantante vuole continuare il suo viaggio di introspezione sul nuovo lavoro, affrontando una tematica universale come l'amore, soprattutto quello incerto, utopico e non sempre possibile.

## Il videoclip
Per la canzone è stato girato un videoclip che vanta la partecipazione straordinaria di volti noti della fiction e della televisione italiana come: Roberto Farnesi, Kledi Kadiu, Primo Reggiani, Rossella Brescia, Giorgia Surina e Roberta Scardola. La regia è curata da Gabriele Paoli che rende protagonista assoluta Alexia, che va in cerca, su di un vecchio pullman, del suo amore per dirgli che "mi ami e non lo sai".

## Riconoscimenti
Il videoclip è stato premiato al Roma Videoclip Festival.

## Produzione
- Il videoclip è stato girato a Castiglione d'Orcia e Rocca d'Orcia in provincia di Siena.